# Traute Richter (Schauspielerin)
Edeltraut Antonia Richter (* 30. März 1924 in Alt-Rohlau, Tschechoslowakei; † 15. September 1986 in Dresden) war eine deutsche Schauspielerin. Sie gehört zu den 100 bedeutenden Dresdner Persönlichkeiten, welche die Dresdner Neuesten Nachrichten Ende 2000 ermittelt hat.

## Leben
Sie besuchte das Max-Reinhardt-Seminar in Wien von 1940 bis 1942 und erhielt 1942 ihr erstes Engagement am Staatstheater Dresden. Nach der Theaterschließung 1944 musste sie als Rüstungsarbeiterin in einer Schlosserei arbeiten. Von 1945 bis 1946 half sie als Trümmerfrau mit, das Schauspielhaus Dresden zu enttrümmern. – In der Bombennacht vom 13. Februar 1945 hat sie ihre Heimstatt in Dresden-Altstadt, Lüttichaustraße verloren.
Von 1946 bis 1949 war sie am Gerhart-Hauptmann-Theater in Zittau tätig, von 1949 bis zu ihrem Tode gehörte sie dem Staatsschauspiel Dresden an, wo sie seit 1984 Ehrenmitglied war.
Richter verstand sich als Erbin von Madame de Stael, Caroline Schlegel, Louise Labé und Elizabeth Barrett Browning. Sie setzte sich vehement für die Rechte der Frauen gemäß dem Prinzip „Gleicher Lohn für gleiche Leistung“ ein. Da die Staatsmacht der ehemaligen DDR dem nicht nachkam, lehnte sie z. B. die Teilnahme an einem Meeting des Staatsschauspiels Dresden anlässlich des 1. Mai 1972 ab.
Neben der schauspielerischen Ausbildung am Max-Reinhardt-Seminar erhielt sie eine musikalische Ausbildung. Ihr größter Wunsch war, in diesem Fach auf der Bühne zu stehen. Die Rusalka in tschechisch von Antonín Dvořák wurde ihr verwehrt, nur einmal als Gräfin vom Naschmarkt in dem gleichnamigen Musical konnte sie brillieren.
Für den Dresdner Maler Ernst Hassebrauk stand sie Mitte der 1950er Jahre für eine Kreidezeichnung Porträt.
In der Tageszeitung „Dresdner Neueste Nachrichten“ wurde sie im Jahre 2000 zu einer der „100 Dresdner des 20. Jahrhunderts“ gewählt. – In Dresden-Klotzsche wurde 2006 die Traute-Richter-Straße (Lage) nach ihr benannt.

## Rollen
Ihre wichtigste Bühnenrolle, die sie über 300 Mal spielte, war Frau Charlotte von Stein in
„Ein Gespräch im Hause Stein über den abwesenden Herrn von Goethe“ von Peter Hacks. Sie verkörperte diese Figur in der Uraufführung am 20. März 1976 im Kleinen Haus des Staatstheaters Dresden.
Weitere Rollen waren:
- Friedrich Dürrenmatt: Die Physiker – (Frl. Doktor Mathilde von Zahnd)
- Friedrich Schiller: Kabale und Liebe – (Lady Milford)
- Friedrich Schiller:Maria Stuart – (Königin Elisabeth von England)
- William Shakespeare: Macbeth – (Lady Macbeth)
- William Shakespeare: Romeo und Julia – (Julia)
- William Shakespeare: Troilus und Cressida – (Cassandra)

Zu weiteren der über 100 Rollen in ihren rund 40 Bühnenjahren zählen:
- 1951: Boris Djacenko: Dschungel (Tao) – Regie: Paul Lewitt
- 1951: William Shakespeare: Viel Lärm um nichts – Regie: Paul Lewitt
- 1952: Julius Hay: Die Brücke des Lebens – Regie: Paul Lewitt
- 1955: Friedrich Schiller: Wallenstein (Thekla) – Regie: Hannes Fischer
- 1956: Lion Feuchtwanger: Die Witwe Capet (Marie Antoinette) – Regie: Hannes Fischer
- 1960: Lew Tolstoi: Krieg und Frieden – Regie: Ottofritz Gaillard
- 1970: Jeroma Kilty: Geliebter Lügner (Mrs. Stella Patrick Campbell)
- 1971: Lillian Hellman: Herbstgarten – Regie: Hans Dieter Mäde

- „Peterchens Mondfahrt“: Gerdt von Bassewitz: die Mutter
- „Leben des Galilei“: Bertolt Brecht: Jüngere Hofdame
- „Der kaukasische Kreidekreis“: Bertolt Brecht: Natella Abaschwili
- „Die heilige Johanna der Schlachthöfe“: Bertolt Brecht: Frau Luckerniddle
- „Die heiligen drei Affen“: Ilse Czech-Kuckhoff: Angeli
- „Der Besuch der alten Dame“: Friedrich Dürrenmatt: Frau Ill
- „Die Freier“: Joseph von Eichendorff: Flora
- „Goethes Faust“: Johann Wolfgang von Goethe: Gretchen, Erzengel Michael
- „Die schöne Helena“: Peter Hacks: Juno
- „Die Weber“: Gerhart Hauptmann: Berta
- „Nebeneinander“: Georg Kaiser: Animierdame
- „Die Sonnenbrucks“: Leon Kruczkowski: Fanchette
- „Minna von Barnhelm“: Gotthold Ephraim Lessing: Minna
- „Nathan der Weise“: Gotthold Ephraim Lessing: Gittah
- „Bernarda Albas Haus“: Federico García Lorca: Adela
- „Kaution“: Hans Lucke: Vivian Deshields
- „Die Jungfrau von Orleans“: Friedrich Schiller: Königin Isabeau
- „Die Räuber“: Friedrich Schiller: Amalia von Edelreich
- „Wilhelm Tell“: Friedrich Schiller: Berta von Bruneck
- „Der Widerspenstigen Zähmung“: William Shakespeare: Katherina
- „Ein Sommernachtstraum“: William Shakespeare: Helena
- „Pygmalion“: George Bernhard Shaw: Clara
- „Der Weg ins Leben“: Miroslav Stehlik: Jekatarina Antonowna

## Filmografie
- 1961: Der tapfere Straßenbahnwagen – Sprechrolle
- 1965: Dr. Schlüter (TV-Mehrteiler)
- 1973: Polizeiruf 110: Eine Madonna zuviel (TV-Reihe)
- 1974: Polizeiruf 110: Nachttaxi (TV-Reihe)
- 1976: Die Lindstedts (TV-Serie)
- 1977: Zur See, Folge: Die Hochzeitsüberraschung (TV-Serie)
- 1983: Die kleine Hexe – Sprechrolle
- 1984: Und auf steht die Wahrheit – Sprechrolle[5]

## Vortragstätigkeit
Durch ihre Vortragstätigkeit zu literarischen Themen insbesondere bezüglich klassischer Frauengestalten wurde sie im deutschsprachigen Raum bekannt. Hierzu gehört die Vortragsreihe Juwelen der Weltliteratur von 1957 bis 1970, die sie in vollständiger Eigenverantwortlichkeit organisierte und durchführte. Folgende Themen dazu seien genannt: das Hohe Lied Salomons, Das Schwalbenbuch  von Ernst Toller, die Freundschaft von Michelangelo und Vittoria Colonna, Das Erdbeben in Chili von Heinrich von Kleist, Gaspara Stampa, Marianna Alcofondo, Der Ackermann und der Tod von Johannes von Saaz, Aucassin und Nicolette, der Sonnengesang des Echnaton von Franz von Assisi und zuletzt Hermann und Dorothea von Johann Wolfgang von Goethe. Diese Folge wurde durch ideologische Zensierung der SED-Stadtleitung Dresden und der Konzertdirektion wegen eines Faustzitates aus dem Osterspaziergang mit Bezug auf den Vietnamkrieg beendet.
Eine weitere Folge nannte sich Dichterworte – Sprache der Welt. Auch hielt sie (Fest-)Vorträge anlässlich großer Geburtstage prominenter Deutscher, so für Johannes Kepler zum 350. Todestag, für Heinrich Schütz zum 400. Geburtstag, für Georg Friedrich Händel und Johann Sebastian Bach zum 300. Geburtstag. Die vereinbarten Veranstaltungen für Keppler und Schütz in westdeutschen Großstädten musste sie wegen kurzfristiger Ausreisesperre absagen. Auch hielt sie eine Gedenkrede für die Neuberin zu deren 225. Geburtstag am Denkmal in Dresden-Laubegast.
Ebenso moderierte sie Veranstaltungen.

## Musical
- 1982: Die Gräfin vom Naschmarkt (Titelpartie) Musical von Kurt Nachmann und Erwin Halletz – Regie: Horst Ludwig (Theater: Staatsoperette Dresden)[8]

## Hörspiele
- 1967: Maxim Gorki: Feinde (Kleopatra) – Regie: Hans Dieter Mäde (Theater – Litera)